# Killer (Adamski-dal)
A Killer a brit acid house DJ Adamski 1990. március 21-én megjelent kislemeze, melyben Seal énekel. A dal az Egyesült Királyságban első helyezést ért el, és 4 hétig volt helyezett 1990. május és június között. A kislemezből több mint 400.000 példány fogyott az Egyesült Királyságban, és ezáltal Arany minősítést kapott a dal.

## Előzmények
2013-ban Dave Simpson újságírónak adott interjút Adamski, aki a Killer eredetével kapcsolatban faggatta. Adamski elmondta, hogy 1989-ben találkozott először Seal-lal a Sunrise 5000 nevű illegális rave rendezvényen, ahol Seal átadott egy demo kazettát Daddy Chesternek. Adamski el volt ragattatva Seal hangjától. Seal korábban blues zenekarokban énekelt. A közös munka eredményeképpen többször koncerteztek együtt.
Adamski és Seal 1989 szilveszterén találkoztak a londoni Solaris nevű klubban, ahol Adamski felkérte, hogy vokálozzon a The Killernek nevezett dalában, mert úgy érezte, hogy úgy hangzik, mint egy "filmgyilkosság helyszíne". Adamski állítása szerint 1990. január 27-én felvették a dal vokális részét Seallal, ugyanazon a napon, amikor 10.000 ember gyűlt össze a Trafalgar Square-n, nem messze attól a stúdiótól, ahol dolgoztak. A dalt két hangszerrel vették fel, a Roland TR-909-es dobgéppel, és egy szintetizátorral. Később Adamski és Seal kapcsolata azért romlott meg, mert a lemezkiadó csak Adamskit támogatta, miközben Seal is írt, és énekelt.
Adamski és Seal több interjúban is beszélt arról, hogy a dal felvételekor pénzügyi nehézségeik voltak. Seal majdnem pénztelen volt, és elég szerény körülmények között élt. Annak ellenére, hogy Adamski N-R-G című dala slágerlistás volt, valamint lemezlovasként tevékenykedett, önkormányzati lakásban élt, és hetente 40 fontot fizetett a lakásért. A Killer 1990. március 21-i megjelenését követően a dal Európa szerte népszerű volt, és benne volt a Top 10-ben. Adamskit különösen meglepte, amikor hallotta az utcán az emberek szájából, ahogy a népszerű bass vonalat éneklik az utcán.

## A dal tartalma
Seal egy Dave Simpsonnak adott interjúban elmondta, hogy a Killer című dalt a szabadság és győzelem ösztönzésére szánták, és a dalszövegek túlszárnyalják azt, amit visszatartanak.
A dalban lévő "Racism in amongst future kings can only lead to no good, and besides, all our sons and daughters already know how that feels" dalszöveg feltűnik Seal Future Love Paradise című dalának elején is, mely debütáló albumán található.
A Killer című dal Seal önálló albumán is megtalálható, melynek basszus vonala nem annyira erősen hangszerelt, mint az Adamski féle változat, a billentyűs dallam és a dal alapja azonban minden változatban megmarad. 

## Videóklip
A dalhoz tartozó klippet Don Searll rendezte.

## Megjelenések
12"  Egyesült Királyság MCA Records – MCAT 1400 
- A	Killer 5:35
- B1	Bass Line Changed My Life	4:39
- B2	I Dream Of You	4:45

## Slágerlista
| Slágerlista (1990)                               | Legjobb helyezések |
| ------------------------------------------------ | ------------------ |
| Ausztrália (ARIA)                                | 112                |
| Ausztria (Ö3 Austria Top 40)                     | 11                 |
| Belgium (Ultratop 50 Flanders)                   | 1                  |
| Finnország (Suomen virallinen lista)             | 14                 |
| Németország (Media Control Charts)               | 2                  |
| Írország (IRMA)                                  | 5                  |
| Hollandia (Single Top 100)                       | 2                  |
| Új-Zéland (Recorded Music NZ)                    | 29                 |
| Spanyolország (AFYVE)                            | 15                 |
| Svédország (Sverigetopplistan)                   | 5                  |
| Svájc (Schweizer Hitparade)                      | 15                 |
| Egyesült Királyság (The Official Charts Company) | 1                  |
| Egyesült Államok Billboard Hot Dance Club Play   | 23                 |

## Felhasználása a médiában
A dal hallható volt a Miami Twice című filmben, és az Only Fools and Horses című TV sorozatban is. Két videójátékban, a Forza Horizon 3, valamint a DJ Hero 2-beli rádióállomáson is szólt. 2018 májusában az ITV-n sugárzott Emerdale című szappanoperában Charity Dingle autójában is szerepelt.

## Feldolgozások
- 1991-ben Seal újra felvette a dalt saját debütáló albumára, mely az Egyesült Államok Dance / Club Song slágerlistán az 1. helyezést érte el.[19]
- 1991-ben George Michael előadta a dalt a Wembley Arénaban, majd 1993-ban a Five Live című EP-n megjelentette a dalt.
- 1999-ben a német DJ ATB saját változata tarolt a klubokban. A dal az angol kislemezlistára is feljutott, ahol a 4. helyen végzett.[20]
- 2002-ben az Angel Dust nevű metál zenekar is megjelentette a saját változatát Of Human Bondage című albumára.
- 2003-ban a Sugababes a Shape című kislemeze B. oldalán szerepelt a dal saját verziójukban.
- 2007-ben a skót garage rock csapat a Sons of Daughters Gilt Complex című kislemezének B. oldalán szerepelt a dal.
- 2008-ban a Northern Kings is felvette a dalt, mely saját Rethroned című albumán szerepel.
- 2011-ben Nina Hagen is megjelentette saját változatát, mely Volksbeat című albumán kapott helyet.
- 2012-ben az angol alternatív rock csapat 2:54 Sugar című kislemezének B oldalán szerepelt a dal.[21][22]